# 王瀚邦
王瀚邦，曾用名王一鸣、王僧，中国演员。

## 生平
毕业于中央戏剧学院表演系，2012年，参演战争喜剧《民兵葛二蛋》。2013年，主演抗战传奇戏《猛兽列车》，扮演爆破专家苏剑。2014年，参演宫廷剧《甄嬛传》，扮演大太监周宁海。2015年，参演悬疑爱情剧《他来了请闭眼》。